# Maija Tīruma
Maija Tīruma (* 28. listopadu 1983 Riga, Sovětský svaz) je lotyšská sáňkařka, trojnásobná účastnice zimních olympijských her. Jejím nejlepším olympijským umístěním je 9. místo z her ve Vancouveru v roce 2010. Je také držitelkou dvou bronzových medailí z mistrovství světa a jedné zlaté z mistrovství Evropy, vše ze závodů družstev.